# Francolim-nobre
O francolim-nobre (Pternistis nobilis) é uma espécie de ave francolim, grande, com até 35 cm de comprimento, terrestre e com uma plumagem avermelhada ou marrom escuro. Possui a cabeça cinza, pés e bico vermelhos e íris castanha. Ambos os sexos são semelhantes, embora a  fêmea seja ligeiramente menor do que do o macho. Na natureza, é encontrado em florestas montanhosas do leste da República Democrática do Congo, no sudoeste de Uganda e na fronteira entre Burundi e Ruanda. É uma ave tímida e fugidia, mais frequentemente ouvida do que vista. A dieta consiste principalmente de sementes.